# Fritze Nathansen
Fritze Wulff Carstensen-Nathansen (født 18. juli 1925 i Aarhus, død 5. august 2005 i Lyngby-Taarbæk), kendt som Fritze Nathansen, var en dansk elitesvømmer, der vandt EM-guld i 100 m fri og 4×100 m fri i 1947 og ved OL 1948 i London deltog i tre finaler med en sølvmedalje i 4 × 100 m fri som bedste resultat.
Fritze Nathansen indledte sin karriere i AGF, for hvem hun vandt sit første danske mesterskab i 1943 i 100 m fri. Titlen genvandt hun de følgende tre år, hvor hun desuden i 1944 og 1945 blev dansk mester i 50 m fri + 50 m bjergning. Det første store internationale resultat opnåede hun i 1944, da hun satte verdensrekord i 100 yards rygcrawl i tiden 59,4 sekunder. Inden 1947-sæsonen flyttede hun til København og stillede derpå op for Danske Kvinders Gymnastikforening. I 1947 vandt hun hun EM i 100 m fri i tiden 1.07,8 og i 4 × 100 m fri sammen med Eva Svendsen, Karen Margrethe Harup og Greta Andersen i tiden 4.32,3. Desuden blev hun nummer fem i 400 m fri, hvor Harup blev mester.
I de år var der skrap konkurrence blandt de kvindelige danske svømmere, og ved OL i London i 1948 deltog Nathansen sammen med blandt andre Harup og Andersen. Fritze Nathansen vandt som den eneste af de tre sit indledende heat i 100 m fri i tiden 1.06,5, mens hun i semifinalen blev besejret af Andersen, der satte olympisk rekord. Nathansens tid var 1.07,5, mens hun i finalen 1.09,1, hvilket gav hende ottende- og sidstepladsen, mens Andersen vandt. I 400 m fri blev hun nummer tre i det indledende heat i tiden 5.29,4, mens hun i semifinalen med tiden 5.29,5 igen opnåede en tredjeplads og finalekvalifikation. I finalen svømmede hun i tiden 5.29,4, hvilket gav en syvendeplads, mens Harup vandt sølv. I 4 × 100 m fri  svømmede Nathansen tredjetur efter Eva Arndt-Riise og Elvi Svendsen med Greta Andersen som sidste svømmer, og kvartetten satte olympisk rekord med tiden 4.33,5, en rekord der dog kun holdt til det følgende heat, hvor hollænderne skar mere end to sekunder af den. Tiden var dog rigelig god til at give en finaleplads, hvor Nathansen svømmede sidste tur. Inden hende havde Arndt-Riise, Harup (der var skiftet ind i stedet for Svendsen) og Andersen skabt et forspring på halvanden meter. Imidlertid svømmede amerikanske Ann Curtis i tiden 1.04,8, hvilket Nathansen ikke kunne følge. Hun svømmede 1.07,3, hvilket betød, at USA vandt med 0,7 sekunds forspring til danskerne, der dermed vandt sølv, mens Nederland vandt bronze.
Nathansen havde jødisk baggrund og måtte under 2. verdenskrig holde sig skjult hos forskellige danske familier, mens hendes forældre flygtede til Sverige.